# Большой Талгарский перевал
Большой Талгарский перевал — перевал на Малоалматинском отроге хребта Заилийский Алатау (Северный Тянь-Шань), располагается между вершинами Школьник и Шымбулачка, соединяет ущелье реки Малая Алматинка и ущелье реки Сауруксай. Высота седловины около 3163 метра, категория сложности не присвоена.

## Инфраструктура
У подножия перевала находится горнолыжная база «Шымбулак». К седловине перевала проложена ветка канатной дороги. Перевал является излюбленным местом активного отдыха алматинцев и гостей Южной столицы.
Через перевал проходит множество популярных туристских маршрутов из ущелья реки Малая Алматинка в ущелье реки Левый Талгар, и далее — к урочищу «Солнечная поляна», пику Пушкина.

## В массовой культуре
Талгарскому перевалу посвящена песня барда А. Марынкина.

## Галерея

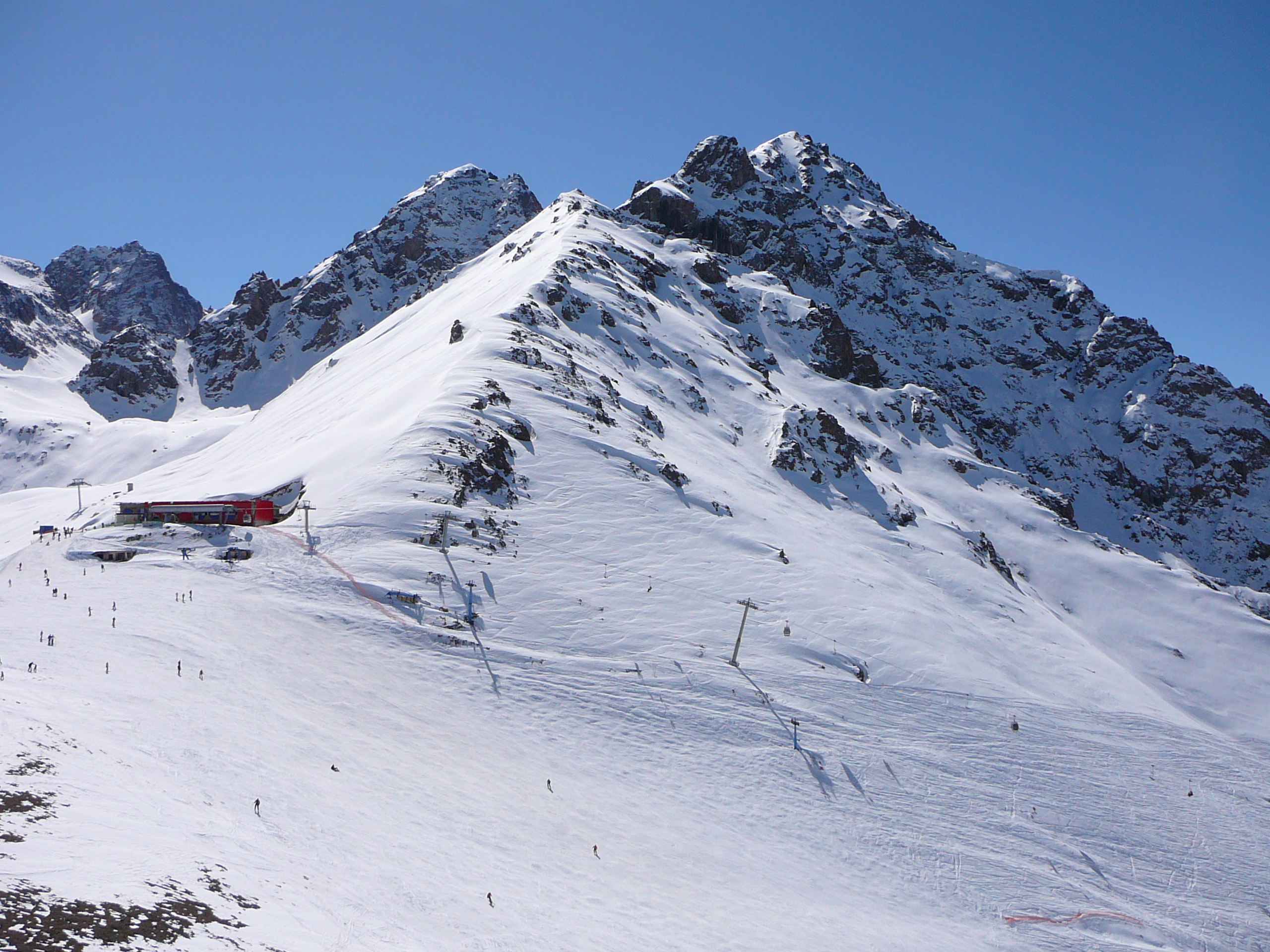
Седловина Большого Талгарского перевала в зимнее время года
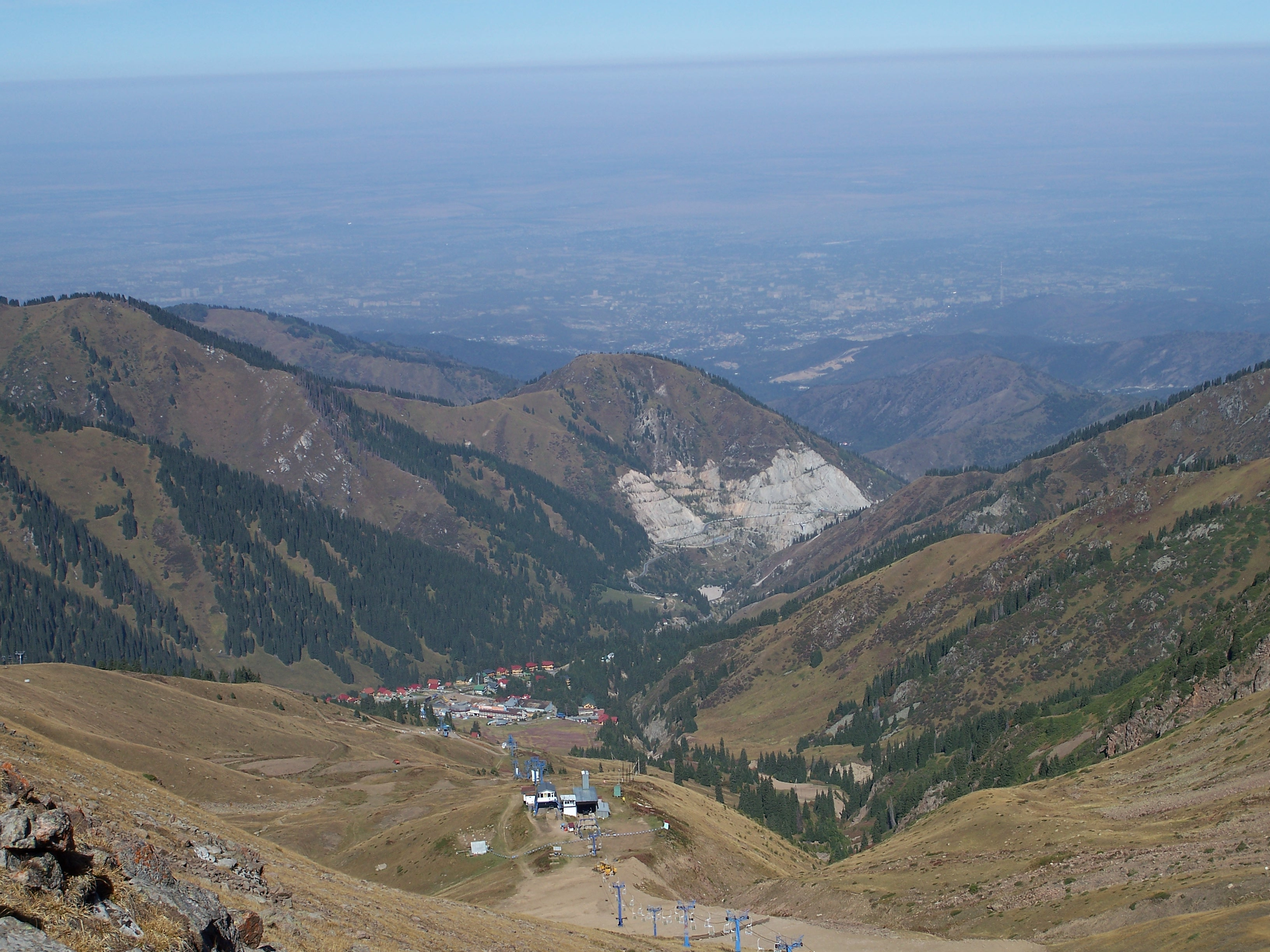
Вид с Большого Талгарского перевала на город Алматы и ущелье Чимбулак. Снято в августе 2007 года.